# Plantio direto

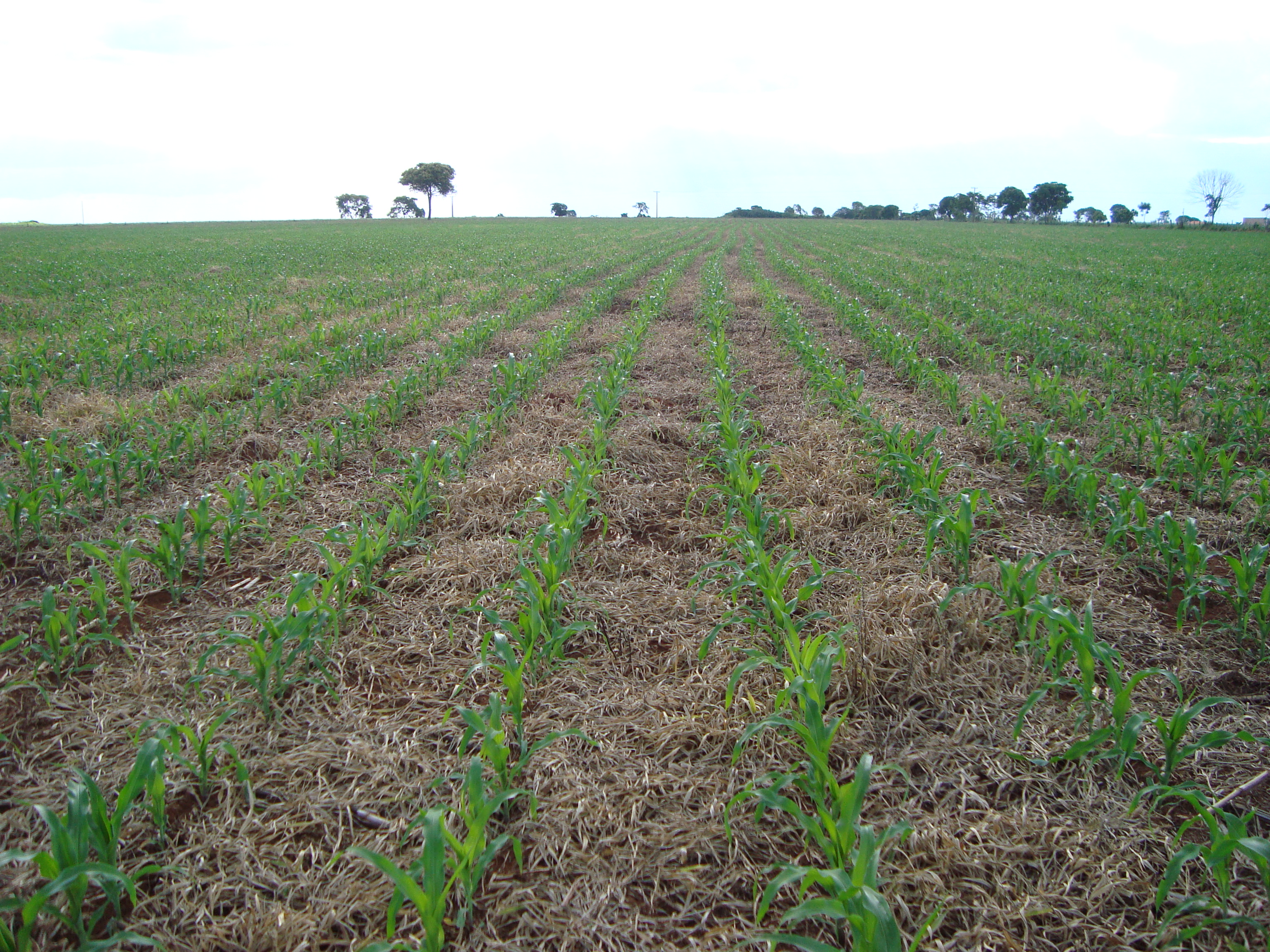
Plantação de milho no sistema de plantio direto, na região do Alto Paranaíba, Arapuá MG

O plantio direto é um sistema diferenciado de manejo do solo, visando diminuir o impacto da agricultura e das máquinas agrícolas (tratores, arados, etc) sobre o mesmo.
A utilização do plantio direto no lugar dos métodos convencionais tem aumentado significativamente nos últimos anos. Nele a palha e os demais restos vegetais de outras culturas são mantidos na superfície do solo, garantindo cobertura e proteção do mesmo contra processos danosos, tais como a erosão. O solo só é manipulado no momento do plantio, quando é aberto um sulco onde são depositadas sementes e fertilizantes. Não existe, além do supracitado, nenhum método de preparo do solo. O mais importante controle que se dá nesse modo de cultivo é o das plantas daninhas, através do manejo integrado de pragas, doenças em geral e plantas infestantes. Também é muito importante para o sucesso do sistema que seja utilizado a rotação de culturas.
Estudos recentes estimam que existem cerca de 111 milhões de hectares de terras cultivadas em plantio direto em todo o mundo; Isso é cerca de 8% da área de cultivo global. O plantio direto é praticado em fazendas de todos os tamanhos e usando métodos mecanizados, alimentados por animais e / ou manuais - engloba sistemas agrícolas diversos em condições temperadas, subtropicais e tropicais. No entanto, a precisão dos dados é limitada, pois apenas alguns países ao redor do mundo conduzem levantamentos regulares sobre o uso de práticas agrícolas de plantio direto e conservação.

## História
A ideia do plantio direto começou na década de 1940 com Edward H. Faulkner, autor de Ploughman's Folly , mas não foi até o desenvolvimento de vários produtos químicos após a Segunda Guerra Mundial que vários pesquisadores e agricultores começaram a experimentar a ideia . Os primeiros adotantes de plantio direto incluem Klingman (Carolina do Norte), Edward Faulkner, LA Porter (Nova Zelândia), Harry e Lawrence Young (Herndon, Kentucky), o Instituto de Pesquisas Agropecúrias Meridionais (1971 no Brasil) com Herbert Bartz. 
A experiência brasileira tem sido acompanhada e apoiada pelo Banco Mundial e pela FAO, bem como pela Cooperação Técnica Alemã (agora: Gesellschaft für internationale Zusammenarbeit, GIZ) e o Centro Agrícola Internacional de Desenvolvimento (CIRAD), que trabalhou em estreita colaboração com vários programas estaduais e federais. O CIRAD adaptou os métodos de lavoura reduzida praticados na Europa e nos EUA no início da década de 1970 para condições semi-tropicais e apresentou-os ao Brasil.
Um componente crítico é a liderança dada por organizações lideradas pelos agricultores. Essas organizações cooperam estreitamente com os fabricantes e fornecedores de equipamentos agrícolas, agroquímicos e sementes.O sucesso da agricultura de plantio direto, que inicialmente foi introduzido por empreendimentos de pequena e média escala no Brasil, foi estimulado pelos principais jogadores na indústria agroquímica, como a Monsanto. A implantação de seus produtos e similares de outras empresas agroquímicas deslocou o uso de sementes convencionais de colheita e medidas alternativas de controle de ervas daninhas e facilitou a adoção de práticas de plantio direto em larga escala, que agora são práticas comuns na Argentina, EUA , Canadá e Austrália.
Apenas um punhado de produtores orgânicos praticam plantio direto, embora os países com maiores áreas de terra sob agricultura orgânica, como Austrália, Argentina e EUA, também estão entre os cinco principais países de plantio direto.
O conhecimento disponível de plantio direto orgânico é fragmentado e baseado em casos únicos, de modo que atualmente não pode ser usado pela Federação Internacional de Movimentos de Agricultura Orgânica (IFOAM) para promoção extensiva. As instituições de pesquisa líderes, como a EMBRAPA no Brasil, o Instituto de Pesquisa de Agricultura Orgânica na Suíça (FiBL) e o Instituto Rodale dos EUA, estão realizando pesquisas sobre plantio direto e plantio direto reduzido. No entanto, é necessária mais pesquisa e desenvolvimento para validar os resultados obtidos em diversas condições climáticas e agronômicas.

## Benefícios
O plantio direto traz diversos benefícios que irão diminuir os custos de produção e o impacto ambiental, tais como a maior retenção de água no solo, facilidade de infiltração da água no solo, motivando a redução da erosão e perda de nutrientes por arrasto para as partes mais baixas do terreno, evita assoreamento de rios, enriquece o solo por manter matéria orgânica na superfície do solo por mais tempo, menor compactação do solo, economia de combustíveis e menor número de operações. Incluindo aí a aração e a gradagem, resultando em um menor uso dos tratores e um consequente menor desgaste.
O plantio direto reduz drasticamente a quantidade de erosão em um campo. Enquanto muito menos solo é deslocado, quaisquer ravões que formam ficarão mais profundos a cada ano, em vez de serem alisados pelo arado regular. Isso pode exigir drenagens de césped, vias navegáveis, drenos de drenagem permanentes, culturas de cobertura, etc.
Os benefícios do plantio direto são maiores em locais mais quentes, tropicais ou subtropicais, diminuindo em locais com clima mais definido, seco e frio, onde os restos culturais demoram mais a se decompor. A atividade biológica dos microrganismos presentes no solo também varia em função da temperatura.

### Econômicos
Estudos descobriram que o cultivo em plantio direto pode ser mais lucrativo se realizado corretamente.  As únicas áreas em que há concordância geral de que os sistemas de plantio direto economizam entradas são energia, combustível e maquinaria. A poupança de energia e combustível pode ser de até 70%, mas também a necessidade geral de máquinas em termos de força e capacidade do trator  e o investimento total em máquinas pode ser reduzido em 50%, desde que a fazenda mude 100% para um permanente completo sistema de plantio direto e não mantém uma opção de lavoura aberta "apenas no caso". Essas reduções de custos geralmente resultam em maiores lucros imediatos ao adotar um sistema de plantio direto, mesmo nesses casos, onde os rendimentos, por exemplo, não respondem positivamente nos primeiros anos.
Outro benefício do plantio direto é que, devido ao maior teor de água, em vez de deixar um campo em pouso, pode ter sentido econômico para plantar outra colheita. O plantio direto pode aumentar o rendimento devido à maior infiltração de água e capacidade de armazenamento, e menos erosão.
À medida que a agricultura sustentável se torna mais popular, as bolsas e prêmios monetários estão se tornando prontamente disponíveis para os agricultores que praticam o cultivo de conservação. Algumas grandes corporações de energia que estão entre os maiores geradores de poluição relacionada a combustíveis fósseis podem comprar créditos de carbono, o que pode encorajar os agricultores a se envolverem em plantio de conservação como o plantio direto. Sob tais esquemas, a terra dos agricultores é legalmente redefinida como um coletor de carbono para as emissões dos geradores de energia. Isso ajuda o agricultor de várias maneiras, e ajuda as empresas de energia a atender às demandas regulatórias para a redução da poluição, especificamente as emissões de carbono. No entanto, há um debate sobre se este aumento de seqüestro de carbono detectado em estudos científicos do plantio direto está realmente ocorrendo, ou é devido a métodos de teste defeituosos ou outros fatores. Independentemente deste debate, ainda pode ser feito o plantio direto para redução do uso de combustíveis fósseis, menor erosão e melhor qualidade do solo.

### Ambientais
O plantio direto tem potencial de sequestro de carbono através do armazenamento de matéria orgânica do solo no solo dos campos de cultivo. Considerando que, quando o solo é cultivado por máquinas, as camadas do solo invertem, as misturas de ar e a atividade microbiana do solo aumentam dramaticamente em relação aos níveis basais. O resultado da lavagem na matéria orgânica do solo é que o carbono perdido do solo vai para a atmosfera. Além do efeito sobre o solo da lavoura, as emissões dos tratores agrícolas aumentam os níveis de dióxido de carbono na atmosfera.
Os solos das terras cultivadas são ideais para uso como um dissipador de carbono, uma vez que foram esgotados de carbono na maioria das áreas. Estima-se que 78 bilhões de toneladas métricas de carbono que tenha sido preso no solo tenham sido liberadas devido à lavoura. As práticas agrícolas convencionais que dependem do preparo do solo eliminaram o carbono do ecossistema do solo, removendo os resíduos da cultura, como os resíduos dos talos de milho, e por meio da adição de fertilizantes químicos que têm os efeitos acima mencionados nos micróbios do solo. Ao eliminar a lavoura, os resíduos da cultura se decompõem onde são depositados e, ao crescer as culturas de cobertura de inverno, a perda de carbono pode ser abrandada e eventualmente revertida.
Além de manter o carbono no solo, o plantio direto reduz as emissões de óxido nitroso (N2O) em 40-70%, dependendo da rotação . O óxido nitroso é um potente gás com efeito de estufa, 300 vezes mais forte que o CO2, e permanece na atmosfera por 120 anos. Fertilizar terras agrícolas com nitrogênio (excessivo) aumenta a liberação de óxido nitroso.
No plantio direto, os resíduos de colheita deixados intactos ajudam tanto a precipitação natural como a água de irrigação infiltrar o solo onde pode ser usado. O resíduo deixado na superfície do solo também limita a evaporação, conservando a água para o crescimento da planta. Sem compactação do solo com o plantio direto, o solo absorve mais água e as plantas são capazes de cultivar suas raízes mais fundo no solo e aspirar mais água.
O cultivo de um campo com as práticas agrícolas convencionais reduz a quantidade de água, por evaporação, em torno de 0,85 a 1,9 cm por passagem. Com o plantio direto, esta água permanece no solo, disponível para as plantas.
No plantio direto, o solo é deixado intacto e o resíduo da cultura é deixado no campo. Portanto, as camadas do solo e, por sua vez, a biota do solo, são conservadas em seu estado natural. Os campos não cultivados muitas vezes têm insetos e anélidos mais benéficos,  um maior conteúdo microbiano e uma maior quantidade de material orgânico do solo. Uma vez que não há arado, há menos poeira no ar.
O cultivo com o SPD aumenta a quantidade e variedade de vida selvagem. Este é o resultado da cobertura melhorada, do tráfego reduzido e das possibilidades reduzidas de destruir aves e animais aninhados no solo (arar destrói todos eles).

## Mecanização
A mecanização do SPD parte do principio no qual a semente ou muda é colocada diretamente no solo não revolvido, usando-se desde implementos manuais até máquinas especiais ou adaptadas; é aberto um pequeno sulco ou cova, de profundidade e largura suficientes para garantir boa cobertura e contato da semente ou muda com o solo. O controle do mato é realizado antes e depois do plantio utilizando aplicação de herbicidas ou roçadas mecânicas. 

### O ciclo operacional
O Sistema Plantio Direto mecanizado induz a utilizar uma técnica denominada Ciclo de Deming ou Ciclo PDCA, é uma ferramenta criada por William Edwards Deming, consultor americano de renome internacional, cuja obra revolucionou os conceitos de administração de empresas, sendo um dos grandes responsáveis pela introdução da gestão da qualidade e produtividade nos sistemas de produção. Essa ferramenta, quando introduzida na mecanização do plantio direto, vai permitir que o agricultor passe a planejar melhor cada uma das operações, repetindo constantemente os controles e ações com objetivos de atingir resultados cada vez melhores. 
A área onde vai ser instalado pela primeira vez o SPD deve ser bem analisada. Antes de qualquer operação é importante vistoriar todas as áreas do terreno levando-se em conta as encostas ou vertentes; o agricultor deve buscar identificar problemas como a presença de processos erosivos, áreas compactadas, infestadas por invasoras de difícil controle, nematoides, baixa fertilidade etc. No outono deve-se mobilizar o solo com escarificador e grade para instalar adequadamente o terraceamento, corrigir os estragos da erosão, aproveitar para incorporar profundamente o calcário ou o fosfato natural e instalar uma boa cultura de inverno que servirá como a primeira cobertura de solo para então começar o plantio direto no verão. Para as áreas tropicais vale a regra: o SPD começa a ser instalado no outono e se consolida no verão.

### Manejo da cobertura do solo
O principal fator de sucesso no SPD é a implantação e o manejo da cobertura do solo. Em áreas tropicais vale também essa premissa: O solo agrícola deve estar sempre protegido, com cobertura verde ou morta. A cobertura permanente é indiscutivelmente a melhor prática de manejo para controle da depauperação dos solos; é o fator isolado mais importante para o controle da erosão do solo, por interceptar e absorver o impacto das gotas da chuva, promovendo a boa estrutura do solo, evitando o selamento e encrostamento superficial, promovendo infiltração e diminuindo o escoamento de água. A cobertura do solo é obtida através da rotação intensa das culturas, dos resíduos de colheita, da parte aérea das culturas em desenvolvimento e das plantas de cobertura do solo ou adubos verdes. Os resíduos podem ser manejados com rolo-faca, roçadoras ou até mesmo a grade niveladora principalmente em culturas que produzem grande quantidade de fitomassa como é o caso do milho e do girassol. A dessecação das plantas de cobertura através de herbicidas deve ser feita com a orientação de um agrônomo. 
Com relação às operações de plantio, alguns pontos são fundamentais para o bom funcionamento de semeadoras : (a) o solo deve estar com umidade adequada, no ponto friável, nem muito molhado, nem muito seco para plantio; (b) a profundidade de colocação da semente (4 a 6 cm) deve nortear a regulagem de profundidade do fertilizante, que deve ficar de 3 a 7 cm abaixo e ao lado da semente, e o sulcador posicionador do fertilizante deve nortear a profundidade de regulagem do facão rompedor, que nunca deve ficar muito além de 2 a 4 cm abaixo; (c) facão rompedor muito fundo ancora a máquina, cria instabilidade para ação das rodas compactadoras, além de gastar energia desnecessária; (d) o disco de corte deve ser regulado a uma profundidade suficiente para cortar a palha sem provocar embuchamentos. 
Nos primeiros quatro a seis anos, o plantio direto requer o uso adicional de fertilizantes nitrogenados para atender a demanda nutricional da colheita – até 20% mais do que é usado em sistemas de aração convencionais – porque a matéria orgânica adicional da superfície do solo aprisiona os nutrientes, incluindo o nitrogênio. Sem a aração há uma maior dependência de herbicidas para prevenir o aparecimento de ervas daninhas. A presença de plantas daninhas resistentes a herbicidas está se tornando comum em fazendas de plantio direto. Por isso, a prática contínua de plantio direto depende fortemente do desenvolvimento de novas fórmulas de herbicidas e de outras alternativas de manejo dessas plantas. Custos à parte, a maior dependência de agrotóxicos pode afetar desfavoravelmente plantas que não precisam ser combatidas ou contaminar o ar, a água e o solo.

### Máquinas e implementos
A estrutura de máquinas e implementos em sistema plantio direto resume-se a requerida para efetuar o plantio, a colheita, a pulverização e o manejo das culturas de cobertura. A exceção da semeadora e do rolo faca, os demais implementos são os mesmos usados em sistemas de manejo alternativos. Portanto, a semeadora e, eventualmente, o rolo faca são as únicas novidades que devem ser incorporadas ao parque de máquinas e de implementos da propriedade agrícola que pretende ingressar no sistema plantio direto.
Para dar início ao sistema, é dispensável a aquisição de uma semeadora nova, específica para esse fim. Como forma econômica de solucionar esse problema, sugere-se adaptação de uma semeadora convencional, a qual, além de atender as demandas impostas provisoriamente pelo sistema, fornece ao produtor condições de identificar os requisitos de uma semeadora para operar sobre palha, proporcionando-lhe experiência para investir futuramente com mais segurança em um equipamento específico para plantio direto.
As adaptações de semeadoras frequentemente são realizadas para plantio de culturas de primavera-verão, como soja e milho. Basicamente elas são compostas por um kit de plantio equipado por um disco de corte, com objetivo de cortar palha, uma faca estreita, de aproximadamente 7 cm de espessura, destinada a romper o solo na linha de plantio e depositar fertilizante abaixo da semente, um conjunto de disco duplo, podendo este ser simples ou defasado, com a função de depositar as sementes, e um sistema pressionador do solo sobre as sementes, com a missão de fechar o sulco e estabelecer contato perfeito das sementes com o solo. Os mecanismos dosadores de fertilizante e de semente, normalmente, não sofrem modificações.
O rolo faca não constitui implemento imprescindível para o plantio direto. O tipo de trabalho desenvolvido por esse implemento pode ser substituído por operações de outra natureza, como, por exemplo, dessecação com herbicidas totais. A principal característica desejável em um rolo faca é a possibilidade de ele variar de massa, uma vez que o tipo e as condições de umidade de solo e espécies a serem roladas requerem massas diferenciadas do rolo faca, basicamente para evitar a compactação de solo e o corte de colmos.
Na colhedora nada é requerido além do que é desejável nos demais sistemas de manejo alternativos. Contudo, o picador de palha, em perfeitas condições de operação, é um acessório essencial da colhedora, em virtude da importante ação que exerce nos restos culturais sobre os quais se desenvolve o sistema.
O pulverizador, a exemplo da colhedora, é o mesmo em qualquer sistema de manejo. Porém as técnicas de operação do equipamento, principalmente para aplicação de herbicidas, requerem treinamentos especificas e exaustivos, no sentido de obter qualidade e economicidade para o sistema. 

### Assistência técnica e atualização do usuário
O complexo de processos associado ao sistema plantio direto, em parte, é composto por processos naturais que levam em consideração os ciclos biológicos dos organismos do solo. Em face disso, o plantio direto é um sistema extremamente dinâmico, estando em constante evolução. Nesse processo, as relações entre causa e efeito são normalmente particularizadas para cada lavoura, ou mesmo para cada safra agrícola, sendo dificilmente generalizadas, ou seja, técnicas de manejo iguais em ambientes e épocas diferentes reagem de forma variada. Portanto, a compreensão dos processos relacionados com o sistema plantio direto nem sempre é fácil e simples. Além disso, por se tratar de um sistema dinâmico, relativamente novo e em plena evolução, a adequação e a geração de novas técnicas e equipamentos, ou mesmo a introdução de novos conceitos, têm sido de uma frequência incomparável em outros sistemas de produção. Dessa forma, para adoção e manutencão econômica do sistema são requeridas, do usuário e/ou de sua assistência técnica, conhecimentos científicos básicos e técnicos sobretudo planejamento. Assim, a assistência técnica treinada, atualizada e atuante junto ao usuário, transferindo-lhe conhecimentos e auxiliando-o nas tomadas de decisão, constitui um dos requisitos fundamentais para garantia de sucesso do sistema plantio direto. 

## Implementos
No sistema de plantio direto, se utilizam implementos próprios para o uso do mesmo, diferentes do cultivo convencional.
A semeadeira é diferenciada, contendo discos para cortar a palhada que recobre o solo, também existindo um disco que irá auxiliar o depósito de adubo e sementes no sulco do plantio. Já a colhedeira possui um picador de palhada, que irá auxiliar o direcionamento do fluxo de palha. Esse picador é diferenciado, pois através de um conjunto especializado de facas de aço que giram em alta velocidade, pica a palhada de tal modo que irá produzir uma camada morta própria para o plantio direto.
Para melhorar a cobertura do solo com a palhada (aumentando sua área superficial específica em contato com o solo), pode-se utilizar de um rolo-faca. Este implemento também é útil para os que desejam realizar plantio direto sem uso de herbicidas, em substituição dos mesmos, pois ao rolar sobre as plantas de cobertura, ele esmaga seus colmos facilitando a morte das mesmas.
O Sistema de Plantio Direto (SPD) tem a sua fundamentação baseada na conservação de uma cobertura morta na superfície do solo e tem sido uma das melhores alternativas para a manutenção da sustentabilidade dos recursos naturais na utilização agrícola dos solos. Ao se adotar o SPD, perdem-se menos solo, água e nutrientes por erosão em relação ao sistema de cultivo convencional. Em média, o SPD reduz em 75% as perdas de solo e em 20% as de água. Por ser um sistema de cultivo com grande benefício ambiental, o SPD pode ser considerado como a contribuição mais importante que a agricultura está realizando em termos de preservação ambiental.
A palhada sobre a superfície do solo é a razão de grande parte dos benefícios do SPD. Desta forma, podemos dizer que o sucesso do SPD depende de uma boa cobertura do solo. A época mais adequada para a formação da palhada, técnica e economicamente depende da região onde se pretende implantar o SPD. O ideal é que as plantas de cobertura do solo sejam semeadas logo após a cultura de verão, ou ainda, durante a cultura de verão, em consórcio. Em algumas situações, como veremos mais adiante, não há a necessidade de semeadura anualmente, como é o caso de algumas forragens que persistem de um ano para o outro, por exemplo, as gramíneas do gênero Brachiaria. Em função das condições climáticas, é importante que o produtor faça um bom manejo da sua cultura de inverno para que possa alcançar uma boa cobertura do solo e que esta permaneça por mais tempo na superfície do solo.
Dentre as opções de manejo da cultura de inverno, pode-se destacar o uso de herbicidas dessecantes, uso de rolo-faca, trituradores e até o uso de grade niveladora. A colheita de sementes também deve ser vista como uma boa opção econômica para o produtor. A técnica mais adequada vai depender da cultura e das condições climáticas regionais.

## Obstáculos
Se o trabalho de plantio for reduzido ou mesmo completamente eliminado, isso terá um impacto em todas essas áreas, a menos que outras estratégias de enfrentamento sejam introduzidas para compensar esses impactos. Isto significa que, se um agricultor reduzir ou abolir a plantação sem alterar qualquer outra coisa no sistema de cultivo, por exemplo em termos de rotação de culturas ou manuseio de resíduos de culturas, isso resultará na maioria dos casos em problemas de ervas daninhas, pragas e disponibilidade de nutrientes e, portanto, requer mais herbicidas, mais pesticidas e mais fertilizantes. No entanto, estas não são consequências inevitáveis de eliminar o preparo do solo.
Embora teoricamente o plantio direto possa ser aplicado à maioria dos cultivares no mundo todo, o custo do equipamento necessário e dos herbicidas o torna proibitivo para muitos agricultores, muitos deles pequenos produtores. Custos à parte, a própria pobreza leva os agricultores a utilizar, por exemplo, os resíduos das lavouras e o estrume de animais como combustível e a cultivar a terra para obter lucros rápidos, a curto prazo, em vez de investir num planejamento de longo prazo.
Dentre os 25 milhões de fazendas existentes no mundo, aproximadamente 85% têm menos de 2 hectares. A esmagadora maioria dessas pequenas propriedades – 87% – está localizada na Ásia. A África abriga 8% delas. A adoção da prática de plantio direto nessas regiões, onde os benefícios potenciais são maiores, é praticamente desprezível.

### Condições em que os sistemas de plantio direto exigem menos insumos
Os ambientes naturais produzem quantidades significativas de biomassa e, na maioria dos casos, isso é muito sustentável. Se aceitarmos a afirmação inicial de que a lavoura na maioria dos casos leva à inevitável erosão e degradação do solo, um sistema de produção agrícola sustentável deve basear-se no plantio direto. No entanto, a produção agrícola é um sistema não natural que deve encontrar maneiras de aprender com a natureza, a fim de fazer o maior uso de mecanismos de controle natural, por exemplo, contra pragas de insetos, patógenos e ervas daninhas, para reduzir a necessidade de novas intervenções artificiais. A lavoura do solo provoca uma grande ruptura dos sistemas naturais e, por conseguinte, os sistemas de plantio direto devem proporcionar oportunidades muito melhores para reduzir a necessidade de insumos do que os sistemas baseados em lavoura. Para imitar os sistemas naturais, a plantação direta precisa ser complementada com elementos adicionais:
Antes de tudo, o plantio direto precisa ser uma ação permanente, para permitir que a vida do solo estabeleça no perfil do solo todo o seu potencial e diversidade e para evitar danificar os processos de estruturação do solo facilitados pelas diferentes formas de vida do solo.
Em segundo lugar, o solo precisa ser coberto permanentemente com material orgânico, que fornece abrigo e proteção do sol, chuva, calor, frio e vento e que também fornece o substrato para os organismos do solo para se alimentar e realizar uma variedade de serviços ecossistêmicos tais como como sequestro de carbono, infiltração de água e controle de erosão.
Em terceiro lugar, as culturas cultivadas devem ser tão diversas quanto possível em determinadas condições de mercado. Os sistemas naturais em muito poucos casos são só de uma espécie; os sistemas mais estáveis e resilientes mostram um alto grau de diversidade. Na agricultura, isso pode ser alcançado por rotações de culturas diversas, ou por associações de culturas, culturas inter-, sub-ou relés.
Tendo em mente isso, a chave para o uso de menos insumos na agricultura é, na verdade, condicionada ao uso de processos naturais na medida do possível, e isso em sistemas de plantio direto é realmente mais fácil de alcançar do que nos sistemas convencionais.

#### Problemas de ervas daninhas
A a pressão da erva daninha é reduzida, quanto mais diversificada é a rotação de uma cultura, e melhor um solo é protegido do sol. Todos esses efeitos se aplicam a um bom sistema de agricultura de conservação, ao contrário dos sistemas convencionais. Como resultado, as experiências de longo prazo em sistemas de plantio direto maduros e bem gerenciados, como no Ocidente do Canadá, mostram que o uso de herbicidas não aumentou com a mudança para plantio direto, mas em muitos casos diminuiu ao longo do tempo na quantidade absoluta utilizada e na quantidade utilizada por unidade de produção biológica.

#### Pragas
Os sistemas de plantio direto bem geridos são caracterizados por alta biodiversidade abaixo e acima do solo. Os sistemas fornecem um habitat bastante estável para predadores e inimigos naturais de pragas de insetos e patógenos, incluindo fungos antagônicos e outros microorganismos. A maioria desses inimigos naturais não existiria em sistemas convencionais em um nível para dar um efeito benéfico, portanto, o efeito e o impacto na agricultura eram em sua maioria desconhecidos. No entanto, mesmo em climas tropicais, os agricultores que aplicam boas técnicas de conservação agrícola, particularmente com rotações de culturas diversificadas, experimentam uma redução significativa nas pressões de pragas e doenças ao longo do tempo, muitas vezes resultando em não ter que aplicar pesticidas por longos períodos. Obviamente, tais efeitos nem sempre são visíveis desde o primeiro ano de conversão, mas se acumulam ao longo do tempo, de modo que, dependendo do nível de degradação do sistema de cultivo original, poderia haver surtos inesperados de pestes e doenças nos primeiros anos depois de mudar para plantio direto, criando a impressão de que há mais problemas de pragas em plantio direto. No entanto, os problemas geralmente não são maiores, mas apenas diferentes e desconhecidos para o agricultor. Na maioria dos sistemas de plantio direto bem gerenciados, aderindo aos princípios da agricultura de conservação, o uso de pesticidas ao longo do tempo é reduzido e somente os sistemas com monoculturas tendem a sofrer de aumento de problemas de pragas e doenças.

#### Nutrientes
Outro mito é que o fertilizante, particularmente o nitrogênio, deve ser aumentado quando se desloca para plantio direto. De fato, a acumulação de matéria orgânica do solo através de processos naturais só pode ocorrer se o suprimento de carbono for combinado com um fornecimento correspondente de nitrogênio. No entanto, o bloqueio do nitrogênio do solo na presença de resíduos de colheita, como a palha, levando a uma escassez aguda de nitrogênio para as culturas porque o nitrogênio é usado para a decomposição da palha, só ocorre se a palha for colocada em contato direto com o solo, por exemplo, pelo trabalho de lavoura. Em sistemas de plantio direto, a decomposição da palha só ocorreria na medida em que os microrganismos do solo entrem em contato com a palha ou os restos. Nos primeiros anos, o nível de nutrientes do solo aumentará em solos degradados, até que todo o sistema funcione em um nível mais alto, exigindo taxas de entrada obviamente maiores. Contudo, as maiores taxas de entrada são compensadas por uma redução dramática nas perdas de fertilizantes e nutrientes através da erosão e lixiviação e, no caso do nitrogênio, por melhores opções, como o uso de culturas de cobertura de leguminosas no sistema como fonte de nitrogênio adicional. Além disso, os sistemas de plantio direto proporcionam um ambiente de rooteamento mais profundo e, portanto, uma quantidade de nutrientes maior, e a disponibilidade de nutrientes do solo é aumentada pela matéria orgânica e ácidos orgânicos, bem como por organismos vivos como micorrizas. No geral, existem muitos sistemas de cultivo que não exigiriam taxas de fertilizantes mais elevadas no ponto de mudança para sistemas de plantio direto. Se forem necessárias taxas de fertilização relativamente maiores, este é apenas o caso por alguns anos até a fertilidade do solo ser recuperada. Em geral, a experiência de longo prazo mostra novamente um aumento significativo de rendimentos com uma redução significativa nos requisitos de fertilizantes, o que poderia representar reduções de 50%.